# Curtiss PN-1
Curtiss PN-1 là một loại máy bay tiêm kích đêm một chỗ của Hoa Kỳ, do Curtiss Aeroplane and Motor Company chế tạo.

## Tính năng kỹ chiến thuật
Dữ liệu lấy từ 
Đặc điểm tổng quát
- Kíp lái: 1
- Chiều dài: 23 ft 6 in (7.16 m)
- Sải cánh: 30 ft 10 in (9.39 m)
- Chiều cao: 10 ft 3 in (3.12 m)
- Diện tích cánh: 300 ft2 (27.87 m2)
- Trọng lượng rỗng: 1.631 lb (740 kg)
- Trọng lượng có tải: 2.311 lb (1.048 kg)
- Động cơ: 1 × Liberty L-825, 230 hp (172 kW)

Hiệu suất bay
- Vận tốc cực đại: 108 mph (174 km/h)
- Tầm bay: 255 dặm (410 km)
- Trần bay: 25.600 ft (7.803 m)
- Vận tốc lên cao: 1182 ft/min (6 m/s)

Vũ khí trang bị
- 2 × ,30 in (7,62 mm) súng máy M1919 Browning